# Радіоактивність мінералів
Радіоактивність мінералів (рос. радиоактивность минералов, англ. radioactivity of minerals, нім. Radioaktivität f der Minerale) – властивість гірських порід, пов’язана з вмістом у них радіоактивних елементів (α-розпад та β-розпад, γ-випромінювання, здатність утворювати плеохроїчні ореоли, метаміктизація та ін.). 